# Wanda Stefania Lankajtes
Wanda Stefania Lankajtes (ur. 31 lipca 1896 w Targówku, zm. 6 września 1970 w Warszawie) – pionierka i instruktorka pielęgniarstwa społecznego, wicedyrektorka Warszawskiej Szkoły Pielęgniarstwa.

## Życiorys
Urodziła się w podwarszawskim Targówku (obecnie dzielnica Warszawy) jako córka właściciela fabryki kleju Sylwestra Lankajtesa oraz Zofii Domicelli z domu Strzałkowskiej. W latach 1915–1918 studiowała na wydziale humanistycznym w Wolnej Wszechnicy Polskiej. W latach 1918–1923 pracowała jako sekretarka w Gimnazjum im. Marii Konopnickiej. W 1925 r. ukończyła Warszawską Szkołę Pielęgniarstwa. W latach 1925–1928 pracowała w poradni przeciwgruźliczej przy ul. Brzeskiej na warszawskiej Pradze. Początki jej pracy zawodowej przypadły na okres gdy dzięki inicjatywie Marii Babickiej-Rachertowej zorganizowane były pierwsze pielęgniarskie wizyty domowe. Doświadczenie zdobyte w placówce pozwoliło jej na wypracowanie nowatorskich metod pracy opartych na powiązaniu opieki społecznej z lecznictwem i pielęgniarstwem. Interesowała się chorymi nie tylko w poradni, ale także w ich naturalnych warunkach domowych, które jej zdaniem mogły mieć ogromny wpływ na ich stan zdrowia. Zwracała uwagę na znaczenie profilaktyki, zwłaszcza u dzieci. Zdaniem Wandy Lankajtes ważnym elementem działań pielęgniarki miała być funkcja edukacyjna oraz dokładna ocena stanu bio-psycho-społecznego podopiecznego. Kładła nacisk na szczegółowe wywiady środowiskowe przeprowadzane z podopiecznymi. Była zwolenniczką usamodzielnienia się pielęgniarek w pełnieniu funkcji zawodowej, zwłaszcza w środowisku zamieszkania podopiecznego, zwracała uwagę na znaczenie partnerstwa w relacji z lekarzem.
Jako trzykrotna stypendystka Fundacji Rockefellera odbyła specjalizacyjne podróże naukowe, które pozwoliły jej zapoznać się z najnowocześniejszymi rozwiązaniami w edukacji i pracy zawodowej pielęgniarek. W 1928 r. wyjechała do Francji, gdzie kształciła się w kierunku opieki zdrowotnej nad dzieckiem i uczyła metod walki z gruźlicą. Następnie w Belgii poznała nowoczesne szkolnictwo pielęgniarskie, a w Austrii sposoby organizacji pracy pielęgniarki w szpitalu. Po powrocie do kraju została instruktorką pielęgniarstwa społecznego w Warszawskiej Szkole Pielęgniarstwa. Delegowana przez Polskie Stowarzyszenie Pielęgniarek Zawodowych uczestniczyła w Kongresie Międzynarodowej Rady Pielęgniarek, który odbył się w dniach 9–15 lipca 1933 r. w Paryżu i Brukseli. W 1934 r. odwiedziła kolejno: Norwegię, Holandię i Belgię, gdzie zapoznała się z nowatorskim wówczas pielęgniarstwem domowym oraz opieką nad chorymi psychicznie. W 1935 r. odbyła studia pedagogiczne w Kanadzie i Stanach Zjednoczonych. W 1936 r. została wicedyrektorką Warszawskiej Szkoły Pielęgniarstwa.
Wiedzę i doświadczenia zdobyte zagranicą wykorzystała do opracowania nowoczesnego programu kształcenia polskich pielęgniarek. Wprowadziła nieznane dotąd zajęcia z pielęgniarstwa domowego, obejmującego ludzi starych, rekonwalescentów i przewlekle chorych. Byłą prekursorką pielęgniarstwa społecznego, stworzyła podwaliny profesji pielęgniarki środowiskowej. W latach 1929–1931 była współredaktorką pisma „Pielęgniarka Polska”. Na jego łamach w latach 1938–1939 publikowała wraz z Hanną Chrzanowską „Wytyczne pracy dla pielęgniarek społecznych”. Artykuły zawierały informacje dotyczące zadań poradni oraz zasad ich organizacji i funkcjonowania, począwszy od warunków lokalowych, wyposażenia gabinetów zabiegowych, zasad utrzymania czystości do określenia zadań i sposobów postępowania pielęgniarki podczas pracy w poradni wobec podopiecznego. Ponadto opracowała pierwsze skrypty naukowe dla uczennic. Brała udział w opracowaniu ustawy o pielęgniarstwie, uchwalonej przez Sejm 21 lutego 1935 r. (Dz. UPR 1935, nr 27, poz. 199). Była członkinią Polskiego Towarzystwa Pielęgniarskiego oraz Polskiego Stowarzyszenia Pielęgniarek Zawodowych. We wrześniu 1939 r. brała udział w uruchomieniu szpitala wojskowego przy ul. Piusa 88 w Warszawie. W okresie okupacji hitlerowskiej działała w konspiracji. Pracowała w szkole pielęgniarskiej przy ul. Koszykowej 78, w czasie powstania warszawskiego przekształconej w szpital. Po upadku walk wraz z personelem i chorymi została ewakuowana do podwarszawskiego Piastowa. Dzięki jej staraniom w grudniu 1944 r. z ramienia RGO w Krakowie utworzono w Czarnym Dunajcu Dom dla Dzieci z Warszawy i Zamojszczyzny. We wrześniu 1945 r. wróciła do Warszawy i rozpoczęła pracę w Ministerstwie Zdrowia, początkowo jako radca w Wydziale Zawodów Leczniczych i Szkolenia, następnie kierownika referatu szkół medycznych i starszego radcy w Departamencie Lecznictwa. W 1951 r. na skutek represji powojennych została zwolniona z Ministerstwa Zdrowia i przeniesiona do Głównej Biblioteki Lekarskiej. Odznaczona medalem „Za udział w wojnie obronnej 1939” oraz Warszawskim Krzyżem Powstańczym. Pochowana na cmentarzu Bródnowskim (kw. 7A-VI-9/12).